# Хуглейк
Хуглейк (исл. Hugleik) — легендарный конунг Уппсалы из династии Инглингов, персонаж «Круга земного» Снорри Стурлусона.

## В средневековых источниках
Согласно «Саге об Инглингах», Хуглейк был сыном Альва и Беры. Он стал конунгом после того, как его отец и дядя Ингви убили друг друга, так как сыновья Ингви были ещё детьми. Хуглейк так же, как его отец, не ходил в походы и был домоседом и скупцом. При его дворе было много скоморохов и музыкантов. Когда в Швеции высадился морской конунг Хаки, в армии которого был Старкад Старый, Хуглейк собрал войско и сразился с викингами на Полях Фюри, но погиб в схватке с Хаки вместе с обоими сыновьями. После этого Хаки три года правил Швецией.
У Саксона Грамматика упоминается конунг Ирландии Hugletus, погибший в бою с датчанами Хаконом и Старкадом. Этот конунг был богат и скуп и держал при себе много мимов и жонглёров. Но были в его войске и прославленные бойцы Гейгад и Свипдаг. Только они и продолжали биться с датчанами, когда все мимы и жонгёлры уже разбежались. Гейгад даже нанёс рану Старкаду — настолько серьёзную, что Старкад позже сложил о неё песню. Но Старкад всё же убил Хуглетуса. После этой победы викинги захватили такую богатую добычу, что никто даже не заботился о её справедливом разделе.

## Мнения учёных
Основной сохранившийся источник, рассказывающий о Хуглейке, — «Круг земной» Снорри Стурлусона, сборник саг, составленный в XIII веке. Письменная традиция о ранних Инглингах возникла не раньше XII века, а потому она крайне ненадёжна. По выражению исследовательницы Гвинн Джонс, это скорее «мир легенд и сказок», чем мир истории.